# Unidentified political object
De benaming Unidentified political object (UPO)  is oorspronkelijk door Jacques Delors in 1985 als voorzitter van de Europese Commissie gebruikt om de Europese Unie mee te typeren. Het begrip dient ter ondersteuning van de visie dat de politieke en democratische staat van de Unie voor burgers dermate vreemd en onvertrouwd zijn dat ze veel gelijkenis vertonen met een onbekend buitenaards voorwerp, een UFO.

## Betekenis in wetenschappelijke literatuur
De term UPO is in de kennistheorie, de kennissociologie, de politieke theorie, de wetenschapsfilosofie, de Science & Technologie Studies (STS) en de bestuurskunde geïntroduceerd door Huub Dijstelbloem. De term verwijst naar problemen als BSE, aids en milieukwesties. Deze problemen zijn van een bijzondere orde: ze negeren het gebruikelijke onderscheid tussen politiek en wetenschap. Het zijn zogenaamde hybride (samengestelde) kwesties. Hun aard, status en consequenties zijn onzeker. Er bestaat onvoldoende inzicht in het complex van oorzaken en gevolgen. Duidelijke normatieve kaders voor de ethische vragen die ze oproepen ontbreken veelal. Welke personen of groepen de gevolgen ervan zullen ondergaan is onbekend. Ze stellen politici, bestuurders en deskundigen voor kennisgerelateerde, normatieve en sociale vragen.
UPO’s manifesteren zich op het snijvlak van verschillende domeinen. Ze zijn wetenschappelijk, technologisch, medisch of ecologisch van aard, maar vragen ook om een bestuurlijke en politieke reactie. Wie bijvoorbeeld de verspreiding van SARS wil bestuderen zal zich niet kunnen beperken tot de virale kenmerken van het veroorzaakte probleem. Ook de sociale en infrastructurele omstandigheden (zoals de groei van het wereldwijde personen- en vrachtvliegverkeer) die de overdracht ervan mogelijk maken, beïnvloeden het epidemiologische verspreidingspatroon. Een probleem op het vlak van volksgezondheid is daardoor niet alleen een medisch probleem. Het heeft evenzeer te maken met de open grenzen in Europa, de globalisering van de economie en de lokale situatie in bijvoorbeeld Aziatische landen.

## Verschil en overeenkomst metongestructureerde problemen
Zo geformuleerd vertonen UPO’s sterke overeenkomsten met wat Churchman (1967) en Rittel en Webber (1973) ongestructureerde problemen hebben genoemd. In die zin vallen ze ook binnen de schematische afbakening in termen van kennisgerichte en normatieve onzekerheden zoals die door Wildavsky (1987) en Hisschemoller en Hoppe (1996) zijn opgesteld. Ongestructureerde problemen zijn problemen die niet duidelijk omschreven of afgebakend zijn en een sterke onderlinge afhankelijkheid met andere problemen kennen. Zij zijn daardoor niet alleen op een wetenschappelijke wijze te beschrijven, in tegenstelling tot ‘tamme’ (of getemde) problemen die wel helder afgebakend zijn. Rittel en Webber benadrukken dat de complexiteit van dergelijke problemen een zuiver wetenschappelijk antwoord in de weg staat: beleidsmatige aandacht vraagt ook andere overwegingen. UPO’s zijn echter niet per definitie beleidsproblemen, hoewel ze uiteindelijk veelal aan het adres van overheden gericht zullen worden. Het zijn kwesties die de wetenschappelijke en normatieve kaders te buiten gaan en daarom een politieke reactie verlangen.